# ديك فيرنون
ديك فيرنون (بالإنجليزية: Dick Vernon)‏ هو حكم كرة قدم أسترالية ‏ أسترالي، ولد في 28 ديسمبر 1878، وتوفي في 18 يناير 1954 في Northcote, Victoria ‏ في أستراليا.

## وصلات خارجية
- ديك فيرنون على موقع AustralianFootball.com (الإنجليزية)
- ديك فيرنون على موقع AFLtables.com (الإنجليزية)